# Remoray-Boujeons
Remoray-Boujeons é uma comuna francesa na região administrativa de Borgonha-Franco-Condado, no departamento de Doubs. Estende-se por uma área de 15,15 km². Em 2010 a comuna tinha 439 habitantes (densidade: 29 hab./km²).